# Hêtre de Ponthus
Pour l’article homonyme, voir Ponthus et Sidoine.
Le Hêtre de Ponthus était un hêtre remarquable situé dans la Forêt de Paimpont en Bretagne, non loin de la fontaine de Barenton et du carrefour de Ponthus. Il devait son nom à la légende de Ponthus et Sidoine, issue d'un roman popularisé aux XVe et XVIe siècles. Après une vie de plus de 300 ans, il est abattu par la tempête Ciarán dans la nuit du 1er au 2 novembre 2023.

## Légende
Il existe différentes versions de la légende du hêtre de Ponthus. Cet arbre aurait été planté par le chevalier de Ponthus sur les ruines de son château détruit par les troupes de Bertrand du Guesclin en 1372, ou bien pour célébrer son union avec la princesse Sidoine, fille du sénéchal de Bretagne. Une variante mentionne que ce hêtre a poussé sur les ruines du château de Ponthus détruit par Dieu : désespérant de ne pas avoir d'enfants avec Sidoine, le chevalier aurait souhaité en avoir un, « qu'il vienne du Diable ou de Dieu ». Sa femme donne naissance à un monstre velu et peu de temps après, une tempête éclate, détruisant le château. 
Le personnage de Ponthus provient vraisemblablement de légendes créées de toutes pièces par la famille de Laval au début du XVe siècle, dans un contexte où les familles nobles se font valoir des origines héroïques. Ils cherchent à attribuer la fondation de Paimpont au chevalier Ponthus. Les Laval commandent à la même époque l'écriture du Roman de Ponthus, ou roman de Ponthus et Sidoine, pour asseoir leur légitimité. Ce roman dont l'action se déroule dans la forêt de Brocéliande constitue le dernier roman médiéval l'ayant pour cadre. Il connaît le succès aux XVe et XVIe siècles, et influence vraisemblablement la toponymie de la forêt de Paimpont sur la durée. Le hêtre de Ponthus n'est d'ailleurs pas le seul qui soit lié à cette histoire, puisque les ruines du « château de Ponthus » sont visibles à son pied,,, et qu'une avenue de Paimpont a été baptisée « avenue du chevalier Ponthus » en 1994.

## Description

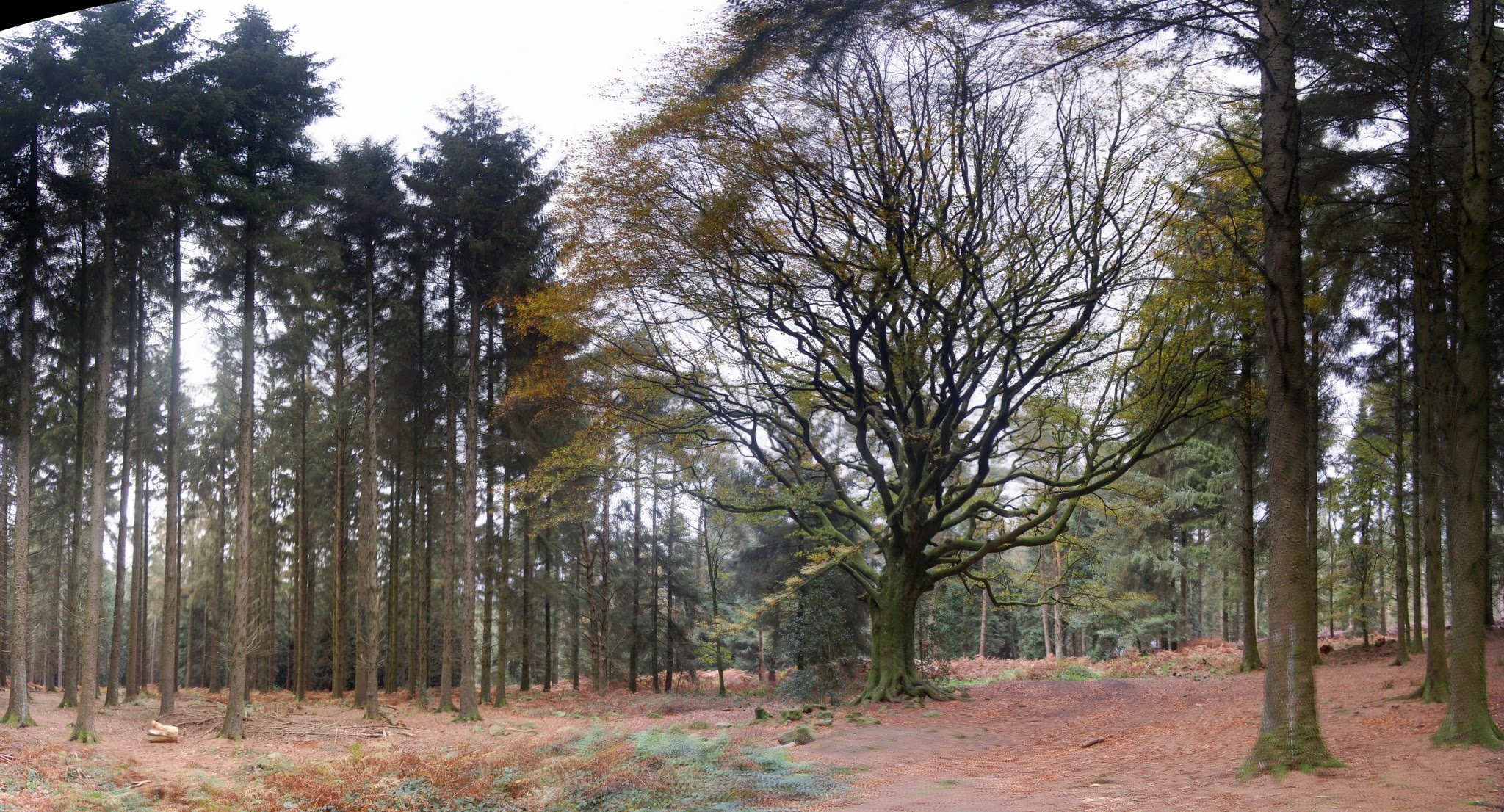
Le hêtre de Ponthus en novembre 2011.

Le hêtre de Ponthus est plus jeune que ne le prétend sa légende, son âge étant estimé à environ trois cents ans. C'est un hêtre commun de grande taille et d'aspect inquiétant, mesurant 4,1 mètres de circonférence. Il possède de très nombreuses branches tentaculaires. La chute des épicéas qui l'entourent a abîmé certaines de ses branches. Fin 2012, un épicéa déraciné, menaçant de tomber sur ses branches, a été élagué. 
Visible mais non accessible au public et étant situé sur un terrain privé, il était difficile à trouver car il n'était plus indiqué sur les cartes ni les pancartes à la demande de son propriétaire à cause de dégradations. Situé en forêt de Paimpont-Brocéliande, à proximité du chemin menant à la fontaine de Barenton et à l'est du Camp du Tournoi, il était considéré comme l'un des plus beaux arbres de cette forêt.

## Mort
Il est abattu par la tempête Ciarán dans la nuit du 1er au 2 novembre 2023,.

## Culture populaire
Cet arbre est cité dans les Contes et légendes de Brocéliande, un recueil de contes et de traditions originales. On le retrouve dans le chapitre intitulé « Retour sous le hêtre », dans l'anthologie De Brocéliande en Avalon dirigée par Lucie Chenu et Pierre Bordage. Dans le roman biographique Les années bleues de Martial Coqlicot, le narrateur parle de son rêve d'enfant en forêt de Brocéliande, où il retrouve le hêtre de Ponthus.